# Erin Popovich
Erin Popovich (Little Rock, 29 de junio de 1985) es una deportista estadounidense que compitió en natación adaptada. Ganó 19 medallas en los Juegos Paralímpicos de Verano entre los años 2000 y 2008.

## Palmarés internacional
| Juegos Paralímpicos | Juegos Paralímpicos | Juegos Paralímpicos | Juegos Paralímpicos          |
| Año                 | Lugar               | Medalla             | Prueba                       |
| ------------------- | ------------------- | ------------------- | ---------------------------- |
| 2000                | Sídney (Australia)  | Medalla de oro      | 50 m mariposa S6             |
| 2000                | Sídney (Australia)  | Medalla de oro      | 100 m braza SB5              |
| 2000                | Sídney (Australia)  | Medalla de oro      | 100 m libre S6               |
| 2000                | Sídney (Australia)  | Medalla de plata    | 50 m libre S6                |
| 2000                | Sídney (Australia)  | Medalla de plata    | 200 m estilos SM6            |
| 2000                | Sídney (Australia)  | Medalla de plata    | 4 × 50 m libre (20 ptos.)    |
| 2004                | Atenas (Grecia)     | Medalla de oro      | 50 m libre S7                |
| 2004                | Atenas (Grecia)     | Medalla de oro      | 100 m libre S7               |
| 2004                | Atenas (Grecia)     | Medalla de oro      | 50 m mariposa S7             |
| 2004                | Atenas (Grecia)     | Medalla de oro      | 100 m braza SB7              |
| 2004                | Atenas (Grecia)     | Medalla de oro      | 200 m estilos SM7            |
| 2004                | Atenas (Grecia)     | Medalla de oro      | 4 × 100 m libre (34 ptos.)   |
| 2004                | Atenas (Grecia)     | Medalla de oro      | 4 × 100 m estilos (34 ptos.) |
| 2008                | Pekín (China)       | Medalla de oro      | 100 m braza SB7              |
| 2008                | Pekín (China)       | Medalla de oro      | 100 m libre S7               |
| 2008                | Pekín (China)       | Medalla de oro      | 400 m libre S7               |
| 2008                | Pekín (China)       | Medalla de oro      | 200 m estilos SM7            |
| 2008                | Pekín (China)       | Medalla de plata    | 50 m mariposa S7             |
| 2008                | Pekín (China)       | Medalla de plata    | 50 m libre S7                |